# Andezeno
Andezeno – miejscowość i gmina we Włoszech, w regionie Piemont, w prowincji Turyn.
Według danych na 31 grudnia 2004 gminę zamieszkiwało 1705 osób, 243,6 os./km². Andezeno graniczy z gminami: Marentino, Montaldo Torinese, Chieri i Arignano.